# Karel II van Nevers
Karel II van Nevers ook bekend als Karel van Kleef (circa 1491 – Parijs, 27 augustus 1521) was van 1504 tot aan zijn dood graaf iure uxoris van Rethel en van 1506 tot aan zijn dood graaf van Nevers en Eu. Hij behoorde tot het huis van der Mark.

## Levensloop
Karel was de oudste zoon van graaf Engelbert van Nevers en Charlotte van Bourbon, dochter van graaf Jan VIII van Bourbon-Vendôme.
In 1504 huwde hij met zijn nicht Maria van Albret (1491-1549), gravin van Rethel. Door het huwelijk werd Karel graaf van Rethel. In 1506 volgde hij zijn vader op als graaf van Nevers en Eu.
Aan het hof van koning Frans I van Frankrijk was Karel II betrokken bij verschillende intriges. Het resultaat was dat hij in 1521 gearresteerd en opgesloten werd in het Louvre. Zijn moeder Charlotte en hertog Karel III van Bourbon-Montpensier probeerden zijn vrijlating te bewerkstelligen, maar nog voor ze daarin slaagden stierf Karel.

## Nakomelingen
Karel II en zijn echtgenote Maria van Albret kregen een zoon:
- Frans I (1516-1562), graaf en hertog van Nevers, graaf van Eu en graaf van Rethel